# Lista siturilor arheologice din județul Prahova - B
Lista siturilor arheologice din județul Prahova - B conține toate siturile arheologice din județul Prahova înscrise în Repertoriul Arheologic Național (RAN) și aflate în localități al căror nume începe cu litera B. RAN este administrat de Ministerul Culturii și Patrimoniului Național și cuprinde date științifice, cartografice, topografice, imagini și planuri, precum și orice alte informații privitoare la zonele cu potențial arheologic, studiate sau nu, încă existente sau dispărute.
Puteți căuta un sit din localitățile care încep cu litera B folosind formularul de mai jos sau puteți naviga prin toate siturile din județ la Lista siturilor arheologice din județul Prahova.
| Cod RAN                                   | Denumire | Localitate                              | Adresă                                                   | Datare                                           | Descoperit | Coordonate                                    | Imagine           | Erori            |
| ----------------------------------------- | --- | --------------------------------------- | -------------------------------------------------------- | ------------------------------------------------ | ---------- | --------------------------------------------- | ----------------- | ---------------- |
| 132173.01.01 (Cod LMI: PH-I-s-B-16149)    | Așezarea din epoca migrațiilor de la Baba Ana / ansamblu anonim (Categorie: locuire civilă) (Tip: Așezare)                                     | sat Baba Ana, comuna Baba Ana           |                                                          | sec. IV                                          |            | 44°57′20″N 26°28′40″E / 44.95565°N 26.47775°E | Încărcați imagine | Raportați eroare |
| 130730.01.01 (Cod LMI: PH-I-s-B-16150)    | Așezarea din epoca migrațiilor de la Bătești - Cantonul CFR 50A / ansamblu anonim (Categorie: locuire civilă) (Tip: Așezare)                   | sat Bătești, comuna Brazi               | Cantonul CFR 50A, str. Teilor 95, punct Cantonul CFR 50A | sec. V - VII                                     |            | 44°50′55″N 26°01′49″E / 44.84861°N 26.03028°E | Încărcați imagine | Raportați eroare |
| 135333.01.01 (Cod LMI: PH-I-m-B-16151.02) | Situl arheologic de la Bătrâni - Coada Malului / ansamblu anonim (Categorie: locuire civilă) (Tip: Așezare)                                    | sat Bătrâni, comuna Bătrâni             | Coada Malului                                            | geto-dacică sec. IV - I a. Chr.                  |            | 45°18′14″N 29°09′45″E / 45.30389°N 29.1625°E  | Încărcați imagine | Raportați eroare |
| 135333.01.02 (Cod LMI: PH-I-m-B-16151.01) | Situl arheologic de la Bătrâni - Coada Malului / ansamblu anonim (Categorie: locuire civilă) (Tip: Așezare)                                    | sat Bătrâni, comuna Bătrâni             | Coada Malului                                            | geto-dacică sec. IV - VI                         |            | 45°18′14″N 29°09′45″E / 45.30389°N 29.1625°E  | Încărcați imagine | Raportați eroare |
| 135333.02.01 (Cod LMI: PH-I-s-B-16152)    | Așezarea din epoca migrațiilor de la Bătrâni - "Slobozia" / ansamblu anonim (Categorie: locuire civilă) (Tip: Așezare)                         | sat Bătrâni, comuna Bătrâni             | Slobozia                                                 | sec. V                                           |            | 45°18′16″N 26°09′57″E / 45.30444°N 26.16583°E | Încărcați imagine | Raportați eroare |
| 132388.01.01 (Cod LMI: PH-I-m-B-16154)    | Situl arheologic de la Boldești - "Popina Mare" / ansamblu anonim (Categorie: locuire civilă) (Tip: Așezare)                                   | sat Boldești, comuna Boldești-Gradiștea | Popina Mare                                              |                                                  |            | 44°52′15″N 26°33′37″E / 44.87083°N 26.56028°E | Încărcați imagine | Raportați eroare |
| 132388.01.02 (Cod LMI: PH-I-m-B-16154)    | Situl arheologic de la Boldești - "Popina Mare" / ansamblu anonim (Categorie: locuire civilă) (Tip: Așezare)                                   | sat Boldești, comuna Boldești-Gradiștea | Popina Mare                                              | dacilor liberi sec. II - III                     |            | 44°52′15″N 26°33′37″E / 44.87083°N 26.56028°E | Încărcați imagine | Raportați eroare |
| 132388.02.01 (Cod LMI: PH-I-s-B-16155)    | Necropola Latene târziu de la Boldești - La Cărămidărie / ansamblu anonim (Categorie: descoperire funerară) (Tip: Necropolă)                   | sat Boldești, comuna Boldești-Gradiștea | La Cărămidărie                                           | dacilor liberi sec. II - III                     |            | 44°52′12″N 26°32′50″E / 44.87°N 26.54722°E    | Încărcați imagine | Raportați eroare |
| 132388.03.01 (Cod LMI: PH-I-s-B-16156)    | Necropola din epoca migrațiilor de la Boldești / ansamblu anonim (Categorie: descoperire funerară) (Tip: Necropolă)                            | sat Boldești, comuna Boldești-Gradiștea |                                                          | sec. IV - V                                      |            | 44°52′01″N 26°33′00″E / 44.86694°N 26.55°E    | Încărcați imagine | Raportați eroare |
| 133884.01.01 (Cod LMI: PH-I-m-B-16153.05) | Situl arheologic de la Boboci - La Biserică / ansamblu anonim (Categorie: locuire) (Tip: Așezare)                                              | sat Boboci, comuna Jugureni             | La Biserică                                              |                                                  |            | 45°05′06″N 26°24′46″E / 45.085°N 26.41278°E   | Încărcați imagine | Raportați eroare |
| 133884.01.02 (Cod LMI: PH-I-m-B-16153.04) | Situl arheologic de la Boboci - La Biserică / ansamblu anonim (Categorie: locuire) (Tip: Necropolă)                                            | sat Boboci, comuna Jugureni             | La Biserică                                              | geto-dacică                                      |            | 45°05′06″N 26°24′46″E / 45.085°N 26.41278°E   | Încărcați imagine | Raportați eroare |
| 133884.01.03 (Cod LMI: PH-I-m-B-16153.03) | Situl arheologic de la Boboci - La Biserică / ansamblu anonim (Categorie: locuire) (Tip: Necropolă)                                            | sat Boboci, comuna Jugureni             | La Biserică                                              | sec. IV - VII                                    |            | 45°05′06″N 26°24′46″E / 45.085°N 26.41278°E   | Încărcați imagine | Raportați eroare |
| 133884.01.04 (Cod LMI: PH-I-m-B-16153.01) | Situl arheologic de la Boboci - La Biserică / ansamblu anonim (Categorie: locuire) (Tip: Necropolă)                                            | sat Boboci, comuna Jugureni             | La Biserică                                              |                                                  |            | 45°05′06″N 26°24′46″E / 45.085°N 26.41278°E   | Încărcați imagine | Raportați eroare |
| 133296.01.01 (Cod LMI: PH-I-s-B-16157)    | Așezarea din epoca migrațiilor de la Bozieni-Vatra satului / ansamblu anonim (Categorie: locuire civilă) (Tip: Așezare)                        | sat Bozieni, comuna Fântânele           | Vatra satului                                            | sec. V - VII                                     |            |                                               | Încărcați imagine | Raportați eroare |
| 130794.01.01 (Cod LMI: PH-I-s-B-16158)    | Așezarea medievală de la Bucov - "La Tioca și Rotari" / ansamblu anonim (Categorie: locuire civilă) (Tip: Așezare)                             | sat Bucov, comuna Bucov                 | La Tioca, Rotari                                         | sec. IX - X                                      |            | 44°58′11″N 26°04′58″E / 44.96972°N 26.08278°E | Încărcați imagine | Raportați eroare |
| 132093.01.01 (Cod LMI: PH-I-s-B-16159)    | Tumulii Latene de la Buda - "La Movila" / ansamblu anonim (Categorie: descoperire funerară) (Tip: Grup de tumuli)                              | sat Buda, comuna Ariceștii Rahtivani    | La Movila                                                | geto-dacică                                      |            | 44°58′02″N 25°54′35″E / 44.96735°N 25.90976°E | Încărcați imagine | Raportați eroare |
| 132324.01.01                              | Amenajarea rituală Latene de la Bănești - "Dealul Domnii" / ansamblu anonim (Categorie: structură de cult/religioasă) (Tip: Amenajare rituală) | sat Bănești, comuna Bănești             | Dealul Domnii                                            | geto-dacică sec. II - I a.Chr.                   | 1997       | 45°20′00″N 25°50′00″E / 45.33333°N 25.83333°E | Încărcați imagine | Raportați eroare |
| 132324.01.01                              | Amenajarea rituală Latene de la Bănești - "Dealul Domnii" / complex anonim (Categorie: structură de cult/religioasă) (Tip: groapă rituală)     | sat Bănești, comuna Bănești             | Dealul Domnii                                            | geto-dacică sec. II - I a. Chr.                  | 1997       | 45°20′00″N 25°50′00″E / 45.33333°N 25.83333°E | Încărcați imagine | Raportați eroare |
| 130687.01.01                              | Tumulul de la Blejoi / ansamblu anonim (Categorie: descoperire funerară) (Tip: Mormânt)                                                        | sat Blejoi, comuna Blejoi               |                                                          |                                                  | 2004       |                                               | Încărcați imagine | Raportați eroare |
| 130561.01.01                              | Așezare Latene de la Bărcănești- Autostrada București-Ploiești, km. 58+100-58+400 / ansamblu anonim (Categorie: locuire) (Tip: Așezare)        | sat Bărcănești, comuna Bărcănești       | Autostrada București-Ploiești, km. 58+100-58+400         | getică sec. IV - I a.Ch                          |            | 44°52′59″N 26°04′50″E / 44.88306°N 26.08055°E | Încărcați imagine | Raportați eroare |
| 133036.01.01                              | Tumul la Bărăitaru-În Vii / ansamblu anonim (Categorie: tumul) (Tip: tumul)                                                                    | sat Bărăitaru, comuna Drăgănești        | În Vii                                                   |                                                  | 2008       | 44°51′49″N 26°20′19″E / 44.86361°N 26.33861°E | Încărcați imagine | Raportați eroare |
| 133036.02.01                              | Așezarea Dridu de la Bărăitaru-În Vii / ansamblu anonim (Categorie: așezare) (Tip: așezare)                                                    | sat Bărăitaru, comuna Drăgănești        | În Vii                                                   | Dridu VIII-X d.Ch.                               | 02-12-2008 | 44°51′53″N 26°20′25″E / 44.86472°N 26.34028°E | Încărcați imagine | Raportați eroare |
| 133036.03.01                              | Așezarea Dridu de la Bărăitaru-Rampa gunoi I / ansamblu anonim (Categorie: așezare) (Tip: așezare)                                             | sat Bărăitaru, comuna Drăgănești        | Rampa gunoi I                                            | Dridu VIII-X                                     |            | 44°51′24″N 26°21′27″E / 44.85667°N 26.3575°E  | Încărcați imagine | Raportați eroare |
| 133036.04.01                              | Așezarea Dridu de la Bărăitaru-Rampa gunoi II / ansamblu anonim (Categorie: așezare) (Tip: așezare)                                            | sat Bărăitaru, comuna Drăgănești        | Rampa gunoi II                                           | Dridu sec. VIII-X                                | 2008       | 44°51′16″N 26°21′48″E / 44.85444°N 26.36333°E | Încărcați imagine | Raportați eroare |
| 133036.05.01                              | Așezarea din secolele IV-V de la Bărăitaru-Rampa de Gunoi / ansamblu anonim (Categorie: așezare) (Tip: așezare)                                | sat Bărăitaru, comuna Drăgănești        | Rampa de Gunoi                                           | Sântana de Mureș - Cerneahov sec. III - IV d.Ch. | 2008       | 44°51′06″N 26°22′10″E / 44.85167°N 26.36944°E | Încărcați imagine | Raportați eroare |
| 133045.01.01                              | Situl arheologic de la Belciug-La Pădure / ansamblu anonim (Categorie: așezare) (Tip: așezare)                                                 | sat Belciug, comuna Drăgănești          | La Pădure                                                | Ipotești - Cândești                              | 2009       | 44°49′39″N 26°12′49″E / 44.8275°N 26.21361°E  | Încărcați imagine | Raportați eroare |
| 133045.01.02                              | Situl arheologic de la Belciug-La Pădure / ansamblu anonim (Categorie: așezare) (Tip: necropola)                                               | sat Belciug, comuna Drăgănești          | La Pădure                                                | sec. XIV-XVII d.Ch.                              | 2009       | 44°49′39″N 26°12′49″E / 44.8275°N 26.21361°E  | Încărcați imagine | Raportați eroare |
| 133045.01.03                              | Situl arheologic de la Belciug-La Pădure / ansamblu anonim (Categorie: așezare) (Tip: așezare)                                                 | sat Belciug, comuna Drăgănești          | La Pădure                                                | Latene sec. IV - II î.Ch.                        | 2009       | 44°49′39″N 26°12′49″E / 44.8275°N 26.21361°E  | Încărcați imagine | Raportați eroare |
| 133045.02.01                              | Așezarea Gumelnița de la Belciug / ansamblu anonim (Categorie: așezare) (Tip: așezare)                                                         | sat Belciug, comuna Drăgănești          |                                                          | Gumelnița                                        | 2009       | 44°48′58″N 26°13′11″E / 44.81611°N 26.21972°E | Încărcați imagine | Raportați eroare |
| 130730.02.01                              | Așezarea din epoca bronzului de la Bătești - La pod / ansamblu anonim (Categorie: așezare) (Tip: așezare)                                      | sat Bătești, comuna Brazi               | Podul de la Brazi                                        |                                                  | 2009       | 44°51′10″N 26°02′02″E / 44.85278°N 26.03389°E | Încărcați imagine | Raportați eroare |
| 130721.01.01                              | Așezare Latene târziu de la Brazii de Sus - Tarlaua Bularu / ansamblu anonim (Categorie: așezare) (Tip: așezare)                               | sat Brazii de Sus, comuna Brazi         | Tarlaua Bularu                                           | Chilia - Militari sec. II - III d.Ch.            | 2009       | 44°51′16″N 25°56′11″E / 44.85444°N 25.93639°E | Încărcați imagine | Raportați eroare |
| 130721.02.01                              | Situl arheologic de la Brazii de Sus - La Nuc / ansamblu anonim (Categorie: așezare) (Tip: așezare)                                            | sat Brazii de Sus, comuna Brazi         | Tarlaua la Nuc                                           | Chilia - Militari sec. II - III d.Ch             | 2009       | 44°51′08″N 25°57′09″E / 44.85222°N 25.9525°E  | Încărcați imagine | Raportați eroare |
| 130721.02.02                              | Situl arheologic de la Brazii de Sus - La Nuc / ansamblu anonim (Categorie: așezare) (Tip: așezare)                                            | sat Brazii de Sus, comuna Brazi         | Tarlaua la Nuc                                           | sec. XV-XVIII                                    | 2009       | 44°51′08″N 25°57′09″E / 44.85222°N 25.9525°E  | Încărcați imagine | Raportați eroare |
| 132244.01.01                              | Situl arheologic de la Bâra - Pe Autostradă / ansamblu anonim (Categorie: așezare) (Tip: așezare)                                              | sat Bâra, comuna Balta Doamnei          | Autostrada București-Ploiești                            | sec. XV-XVIII                                    | 2003       |                                               | Încărcați imagine | Raportați eroare |
| 132235.01.01                              | Situl arheologic de la Balta Doamnei - La Lac / ansamblu anonim (Categorie: așezare) (Tip: așezare)                                            | sat Balta Doamnei, comuna Balta Doamnei | La Lac                                                   |                                                  | 2008       | 44°45′46″N 26°10′22″E / 44.76278°N 26.17278°E | Încărcați imagine | Raportați eroare |
| 132235.01.02                              | Situl arheologic de la Balta Doamnei - La Lac / ansamblu anonim (Categorie: așezare) (Tip: așezare)                                            | sat Balta Doamnei, comuna Balta Doamnei | La Lac                                                   | Latene                                           | 2008       | 44°45′46″N 26°10′22″E / 44.76278°N 26.17278°E | Încărcați imagine | Raportați eroare |
| 132235.01.03                              | Situl arheologic de la Balta Doamnei - La Lac / ansamblu anonim (Categorie: așezare) (Tip: așezare)                                            | sat Balta Doamnei, comuna Balta Doamnei | La Lac                                                   | sec. XV - XVIII                                  | 2008       | 44°45′46″N 26°10′22″E / 44.76278°N 26.17278°E | Încărcați imagine | Raportați eroare |
| 130687.02.01                              | Tumul la Blejoi-DN 1 km.7 / ansamblu anonim (Categorie: tumul) (Tip: tumul)                                                                    | sat Blejoi, comuna Blejoi               | DN 1 km.7                                                |                                                  | 2009       | 44°58′22″N 25°57′25″E / 44.97278°N 25.95694°E | Încărcați imagine | Raportați eroare |
| 130990.01.01                              | Tumul Movila Verde de la Băicoi / ansamblu anonim(Movila Verde) (Categorie: descoperire funerară) (Tip: tumul)                                 | oraș Băicoi                             | Movila Verde                                             |                                                  | 2009       | 45°00′40″N 25°52′21″E / 45.01111°N 25.8725°E  | Încărcați imagine | Raportați eroare |
| 133884.02.01 (Cod LMI: PH-I-s-B-16153)    | Situl arheologic de la Boboci - Tabăra elevilor / ansamblu anonim (Categorie: locuire) (Tip: așezare)                                          | sat Boboci, comuna Jugureni             | Satul de Vacanță, punct Tabăra elevilor                  | Gumelnița - A2                                   | 1985       | 45°05′06″N 26°24′48″E / 45.085°N 26.41333°E   | Încărcați imagine | Raportați eroare |
| 130794.02.01                              | Așezarea de epoca bronzului de la Bucov-La Cărămidărie / ansamblu anonim (Categorie: locuire) (Tip: așezare)                                   | sat Bucov, comuna Bucov                 | La Cărămidărie                                           |                                                  | 2009       | 44°58′20″N 26°04′01″E / 44.97222°N 26.06694°E | Încărcați imagine | Raportați eroare |
| 130794.03.01                              | Așezarea Latene de la Bucov-Rotari II / ansamblu anonim (Categorie: locuire) (Tip: așezare)                                                    | sat Bucov, comuna Bucov                 | Rotari II                                                |                                                  | 2009       | 44°58′26″N 26°04′27″E / 44.97389°N 26.07417°E | Încărcați imagine | Raportați eroare |
| 130794.04.01                              | Așezarea Latene de la Bucov - Gârla Morii / ansamblu anonim (Categorie: locuire) (Tip: așezare)                                                | sat Bucov, comuna Bucov                 | Gârla Morii                                              |                                                  | 2009       | 44°58′15″N 26°04′46″E / 44.97083°N 26.07944°E | Încărcați imagine | Raportați eroare |
| 130794.05.01                              | Așezarea medievală de la Bucov / ansamblu anonim (Categorie: locuire) (Tip: așezare)                                                           | sat Bucov, comuna Bucov                 | str. Talea, punct La rezervorul de apă                   | sec. XVI - XVIII                                 | 2009       |                                               | Încărcați imagine | Raportați eroare |
| 130794.06.01                              | Așezarea de epoca bronzului de la Bucov Dealul-Nemților / ansamblu anonim (Categorie: locuire) (Tip: așezare)                                  | sat Bucov, comuna Bucov                 | Dealul Nemților                                          |                                                  | 2009       | 44°58′33″N 26°05′25″E / 44.97583°N 26.09028°E | Încărcați imagine | Raportați eroare |
| 130794.07.01                              | Așezarea de epoca bronzului de la Bucov - La Brezeanu I / ansamblu anonim (Categorie: locuire) (Tip: așezare)                                  | sat Bucov, comuna Bucov                 | La Brezeanu I                                            |                                                  | 2010       | 44°58′41″N 26°05′30″E / 44.97805°N 26.09167°E | Încărcați imagine | Raportați eroare |
| 130794.08.01                              | Situl arheologic de la Bucov - La Brezeanu II / ansamblu anonim (Categorie: locuire) (Tip: așezare)                                            | sat Bucov, comuna Bucov                 | La Brezeanu II                                           | Dridu sec. VIII - X                              | 2009       | 44°59′00″N 26°05′32″E / 44.98333°N 26.09222°E | Încărcați imagine | Raportați eroare |
| 130794.09.01                              | Așezarea de epoca bronzului de la Bucov - La Brezeanu III / ansamblu anonim (Categorie: locuire) (Tip: așezare)                                | sat Bucov, comuna Bucov                 | La Brezeanu III                                          |                                                  | 2009       | 44°59′27″N 26°05′34″E / 44.99083°N 26.09278°E | Încărcați imagine | Raportați eroare |
| 130794.10.01                              | Așezarea Dridu de la Bucov-La Morcovescu / ansamblu anonim (Categorie: locuire) (Tip: așezare)                                                 | sat Bucov, comuna Bucov                 | La Morcovescu                                            | Dridu sec. VIII-X                                |            | 44°58′13″N 26°05′11″E / 44.97028°N 26.08639°E | Încărcați imagine | Raportați eroare |
| 130990.02.01                              | Tumulul Movila Vulpii de la Băicoi / ansamblu anonim (Categorie: descoperire funerară) (Tip: Tumul)                                            | oraș Băicoi                             | Movila Vulpii                                            |                                                  | 2010       | 45°00′11″N 25°53′01″E / 45.00309°N 25.88375°E | Încărcați imagine | Raportați eroare |
| 130990.03.01                              | Tumulul de la Băicoi - Paralela 45 / ansamblu anonim (Categorie: descoperire funerară) (Tip: Tumul)                                            | oraș Băicoi                             | Paralela 45                                              |                                                  | 2010       | 44°59′37″N 25°53′24″E / 44.99361°N 25.89°E    | Încărcați imagine | Raportați eroare |
| 130990.04.01                              | Tumulul de la Băicoi - 1 / ansamblu anonim (Categorie: descoperire funerară) (Tip: Tumul)                                                      | oraș Băicoi                             |                                                          |                                                  | 2010       | 45°00′26″N 25°53′19″E / 45.00722°N 25.88861°E | Încărcați imagine | Raportați eroare |
| 130990.05.01                              | Tumulul de la Băicoi - 2 / ansamblu anonim (Categorie: descoperire funerară) (Tip: Tumul)                                                      | oraș Băicoi                             |                                                          |                                                  | 2010       | 45°00′35″N 25°53′18″E / 45.00972°N 25.88833°E | Încărcați imagine | Raportați eroare |
| 130990.06.01                              | Tumulul de la Băicoi - 3 / ansamblu anonim (Categorie: descoperire funerară) (Tip: Tumul)                                                      | oraș Băicoi                             |                                                          |                                                  | 2010       | 45°01′35″N 25°49′42″E / 45.02639°N 25.82833°E | Încărcați imagine | Raportați eroare |
| 130990.07.01                              | Tumulul de la Băicoi - 4 / ansamblu anonim (Categorie: descoperire funerară) (Tip: tumul)                                                      | oraș Băicoi                             |                                                          |                                                  | 2010       | 45°01′30″N 25°49′57″E / 45.025°N 25.8325°E    | Încărcați imagine | Raportați eroare |
| 130990.08.01                              | Tumulul de la Băicoi - 5 / ansamblu anonim (Categorie: descoperire funerară) (Tip: Tumul)                                                      | oraș Băicoi                             |                                                          |                                                  | 2010       | 45°01′15″N 25°50′36″E / 45.02083°N 25.84333°E | Încărcați imagine | Raportați eroare |
| 130990.09.01                              | Tumulul de la Băicoi - 6 / ansamblu anonim (Categorie: descoperire funerară) (Tip: Tumul)                                                      | oraș Băicoi                             |                                                          |                                                  | 2010       | 45°00′38″N 25°50′52″E / 45.01056°N 25.84778°E | Încărcați imagine | Raportați eroare |
| 130990.10.01                              | Tumulul de la Băicoi - 7 / ansamblu anonim (Categorie: descoperire funerară) (Tip: Tumul)                                                      | oraș Băicoi                             |                                                          |                                                  | 2010       | 45°00′40″N 25°52′21″E / 45.01111°N 25.8725°E  | Încărcați imagine | Raportați eroare |
| 130990.11.01                              | Tumulul de la Băicoi - 8 / ansamblu anonim (Categorie: descoperire funerară) (Tip: Tumul)                                                      | oraș Băicoi                             |                                                          |                                                  | 2010       | 45°00′06″N 25°53′30″E / 45.00167°N 25.89167°E | Încărcați imagine | Raportați eroare |
| 130990.12.01                              | Tumulul de la Băicoi - 9 / ansamblu anonim (Categorie: descoperire funerară) (Tip: Tumul)                                                      | oraș Băicoi                             |                                                          |                                                  | 2010       | 44°59′35″N 25°54′01″E / 44.99306°N 25.90028°E | Încărcați imagine | Raportați eroare |
| 130990.13.01                              | Tumulul de la Băicoi - 10 / ansamblu anonim (Categorie: descoperire funerară) (Tip: Tumul)                                                     | oraș Băicoi                             |                                                          |                                                  | 2010       | 44°59′31″N 25°54′15″E / 44.99194°N 25.90417°E | Încărcați imagine | Raportați eroare |
| 130990.14.01                              | Tumulul de la Băicoi - 11 / ansamblu anonim (Categorie: descoperire funerară) (Tip: Tumul)                                                     | oraș Băicoi                             |                                                          |                                                  | 2010       | 44°59′38″N 25°54′57″E / 44.99389°N 25.91583°E | Încărcați imagine | Raportați eroare |
| 130687.04.01                              | Tumulul de la Blejoi - La Podul Înalt / ansamblu anonim (Categorie: descoperire funerară) (Tip: Tumul)                                         | sat Blejoi, comuna Blejoi               | La Podul Înalt                                           |                                                  | 2009       | 44°56′31″N 25°57′59″E / 44.94194°N 25.96639°E | Încărcați imagine | Raportați eroare |
| 130687.05.01                              | Tumulul de la Blejoi - Spre magazinul Real / ansamblu anonim (Categorie: descoperire funerară) (Tip: Tumul)                                    | sat Blejoi, comuna Blejoi               | La Pod                                                   |                                                  | 2011       | 44°56′27″N 25°58′15″E / 44.94083°N 25.97083°E | Încărcați imagine | Raportați eroare |
| 130687.06.01                              | Tumulul de la Blejoi - La Sud de magazinul Real / ansamblu anonim (Categorie: descoperire funerară) (Tip: Tumul)                               | sat Blejoi, comuna Blejoi               |                                                          |                                                  | 2011       | 44°56′56″N 25°58′04″E / 44.94889°N 25.96778°E | Încărcați imagine | Raportați eroare |
| 130687.07.01                              | Tumulul de la Blejoi - La parcare magazin Real / ansamblu anonim (Categorie: descoperire funerară) (Tip: Tumul)                                | sat Blejoi, comuna Blejoi               | Magazin REAL                                             |                                                  | 2011       | 44°56′42″N 25°56′57″E / 44.945°N 25.94917°E   | Încărcați imagine | Raportați eroare |
| 130687.08.01                              | Tumulul de la Blejoi - La pod / ansamblu anonim (Categorie: descoperire funerară) (Tip: Tumul)                                                 | sat Blejoi, comuna Blejoi               | La Pod                                                   |                                                  | 2011       | 44°56′26″N 25°58′19″E / 44.94056°N 25.97194°E | Încărcați imagine | Raportați eroare |
| 130687.09.01                              | Tumulul de la Blejoi - La Vest de Selgros Ploiești / ansamblu anonim (Categorie: descoperire funerară) (Tip: Tumul)                            | sat Blejoi, comuna Blejoi               |                                                          |                                                  | 2011       | 44°56′31″N 25°58′28″E / 44.94194°N 25.97445°E | Încărcați imagine | Raportați eroare |
| 135459.03.01                              | Situl arheologic de la Brătești - La Piscicola / ansamblu anonim (Categorie: locuire) (Tip: Așezare)                                           | sat Brătești, comuna Șirna              | La Piscicola                                             | Sântana de Mureș - Cerneahov                     | 2012       | 44°48′15″N 25°55′32″E / 44.80416°N 25.92556°E | Încărcați imagine | Raportați eroare |
| 135459.03.02                              | Situl arheologic de la Brătești - La Piscicola / ansamblu anonim (Categorie: locuire) (Tip: Așezare)                                           | sat Brătești, comuna Șirna              | La Piscicola                                             | Dridu                                            | 2012       | 44°48′15″N 25°55′32″E / 44.80416°N 25.92556°E | Încărcați imagine | Raportați eroare |
| 135459.02.01                              | Așezarea Sântana de Mureș - Cerneahov de la Brătești / ansamblu anonim (Categorie: locuire) (Tip: Așezare)                                     | sat Brătești, comuna Șirna              |                                                          | Sântana de Mureș - Cerneahov sec. II-III d.Ch.   | 2012       | 44°46′17″N 25°54′29″E / 44.77139°N 25.90806°E | Încărcați imagine | Raportați eroare |
| 135459.01.01                              | Situl arheologic de la Brătești, comuna Șirna / ansamblu anonim (Categorie: locuire) (Tip: Așezare)                                            | sat Brătești, comuna Șirna              |                                                          | Chilia - Militari sec. II-III d.Ch.              |            | 44°48′26″N 25°54′22″E / 44.80722°N 25.90611°E | Încărcați imagine | Raportați eroare |
| 135459.01.02                              | Situl arheologic de la Brătești, comuna Șirna / ansamblu anonim (Categorie: locuire) (Tip: Așezare)                                            | sat Brătești, comuna Șirna              |                                                          |                                                  |            | 44°48′26″N 25°54′22″E / 44.80722°N 25.90611°E | Încărcați imagine | Raportați eroare |
| 132173.02.01                              | Tumulul de la Baba Ana / ansamblu anonim (Categorie: descoperire funerară) (Tip: Tumul)                                                        | sat Baba Ana, comuna Baba Ana           |                                                          |                                                  |            | 44°57′25″N 26°26′41″E / 44.95697°N 26.44476°E | Încărcați imagine | Raportați eroare |